# Carme Riera Guilera
Carme Riera Guilera, (ˈkarmə riˈeɾə) (Palma di Maiorca, 12 gennaio 1948), è una scrittrice e docente spagnola.
È diventata nota nel 1975 con la pubblicazione del libro Te deix, amor, la mar com a penyora, considerato un best seller di letteratura catalana. È stata scelta membro della Real Academia Española nell'aprile 2012.
Oltre alla narrazione, la feconda attività letteraria di Carme Riera, parallela alla didattica e alla ricerca presso la UAB, comprende opere in vari generi, quali saggi e critica letteraria. Riera ha scritto notevoli studi sui poeti della Escola de Barcelona Carlos Barral, Jaime Gil de Biedma e José Agustín Goytisolo, sceneggiature per la radio e perperla la televisione, letteratura per l'infanzia e giovanile.
Si distingue anche come traduttrice in spagnolo delle sue opere, un intero spettacolo di auto-disciplina e rigore letterario, che si può considerare contemporaneamente una lettura critica di quella originale, grazie alla distanza del testo di partenza. "Mi sarebbe piaciuto fare il giornalista," dice l'autore in un'intervista a 'La Vanguardia', giornale che si unisce come cronista quindicinale dal 2 febbraio.

## Biografia

### Infanzia e formazione
È nata nel 1948, nella città di Palma, capitale delle Isole Baleari. Ha legami familiari con l'ingegnere Eusebio Estrada e il generale Valerià Weyler. Da otto anni, ha iniziato a scrivere storie, varianti delle storie che raccontava la nonna Caterina quando Carme era piccola.
Ha trascorso la sua infanzia e l'adolescenza nella sua città natale, e nel 1965 si trasferisce a Barcellona per studiare Filologia Ispanica presso l'Università Autonoma di Barcellona (UAB), dove si è laureato nel 1970 e di cui è un professore. Riera ha partecipato a mobilitazioni contro Franco, la guerra del Vietnam e del movimento femminista emergente. Tutto forgiato il suo sguardo sulla realtà, uno sguardo che metteva in discussione le regole, sotto l'influenza del maggio 68 francese e intravede una finestra su un mondo radicalmente diverso.

### Prima fase letteraria
Il suo primo libro di racconti, Te deix, amor, la mar com a penyora, ha avuto un impatto enorme, un grande successo. Riera ha portato un nuovo stile e fresco linguaggio colloquiale maiorchino e utilizzata per suggerire e creare una narrazione che ha messo sul tavolo le questioni che fino ad allora era stato un tabù, come ad esempio l'amore tra donne, e allo stesso tempo è stato piuttosto critico la società del tempo. Con la prossima raccolta di racconti, Jo pos per testimoni les gavines, una raccolta di racconti che seguono gli stessi principi narrativa del lavoro precedente, abbiamo chiudere questa prima fase della produzione letteraria dell'autore.

### Seconda fase letteraria
L'esordio come romanziere con la pubblicazione nel 1980 de Una primavera per a Domenico Guarini, si apre la seconda fase del lavoro di Riera, che copre la produzione letteraria degli anni ottanta. Questo primo romanzo non solo rappresenta un cambiamento di genere, ma anche lo scopo di formulare un modello del romanzo classico con elementi alternati colloquiale e sperimentare la simbiosi di registri e generi (Narrativa Detective e saggistica, linguaggio culto e giornalistico). Ciò Sperimentatore e la ricerca dell'autore, e un atteggiamento di gioco, cercando spesso giocosa e ironica sono i temi principali delle opere di questo periodo, come ad esempio la raccolta di racconti Epitelis tendríssims e romanzi Qüestió d'amor propi e Joc de miralls.

### Terza fase letteraria
Con romanzi storici Dins el darrer blau e Cap al cel obert, ben accolto dalla critica, la terza fase inizia. Entrambi i romanzi costruire la doppia identità di ebrei e Maiorca di protagonisti, da due storie collegate: il primo set a Maiorca alla fine del XVII secolo, racconta la persecuzione di un gruppo di ebrei condannati al rogo pubblico sul rogo dall'Inquisizione; il secondo è protagonista i discendenti degli ebrei del XVII secolo set sull'isola di Cuba in pieno conflitto coloniale. Con queste due storie ambiziosi, Riera ricostruito nei dettagli e scenari rigorosamente storiche quel momento. Entrambe le opere sono di grande valore letterario e dimostra l'eccellente carriera letteraria che definitivamente consolidata nella seconda metà degli anni novanta.

## Opere
- 1975: Te deix, amor, la mar com a penyora
- 1977: Jo pos per testimoni les gavines
- 1980: Gairebé un conte o la vida de Ramon Llull
- 1980: Una primavera per a Domenico Guarini
- 1980: Els cementiris de Barcelona
- 1981: Epitelis tendríssims
- 1987: Qüestió d'amor propi
- 1988: La molt exemplar història del gos màgic i de la seva cua
- 1989: Joc de miralls
- 1991: Contra l'amor en companyia i altres relats
- 1994: Dins el darrer blau
- 1998: Temps d'una espera
- 2000: Cap al cel obert
- 2003: Llengües mortes
- 2003: El gos màgic
- 2003: El meravellós viatge de Maria al país de les tulipes
- 2003: Antologia de poesia catalana femenina
- 2004: La meitat de l'ànima
- 2006: L'estiu de l'anglès
- 2009: Amb ulls americans
- 2011: Natura quasi morta
- 2013: Temps d'innocència
- 2015: La veu de la sirena

## Premi e riconoscimenti
Nel 1980 ha ricevuto il Premio Prudenci Bertrana per Una primavera per Domenico Guarini; nel 1989 ha ricevuto il Premio Raimondo Lullo delle Lettere Catalane per Joc de Miralls; nel 1994 i premi Josep Pla, Lletra d'Or, Joan Crexells, Nazionale di Narrativa (Spagna) per Dins el darrer blau; nel 2001 il Premio Nazionale di Letteratura della Generalitat di Catalogna, e il Premio Crítica Serra d'Or per Cap al cel obert; nel 2003 il Premi Sant Jordi de novel·la per La meitat de l'ànima. Nel 2005 la Associació d'Escriptors en Llengua Catalana l'ha premiata per l'insieme della sua opera.
Nel 2000 è stata insignita della Creu de Sant Jordi, nel 2002 ha vinto il Premi Raimondo Lullo e nel 2005 la Medalla d'Oro del Consiglio di Maiorca.